# Grandezza apparente molare
Una grandezza apparente molare o proprietà molare apparente di un componente in un miscuglio o soluzione è una quantità definita con lo scopo di isolare il contributo di ciascun componente alla non idealità della miscela. Evidenzia il cambio di una proprietà (per esempio il volume) di una soluzione formata da n componenti quando viene variato il numero di moli del componente i-esimo (i varia tra 1 ed n) selezionato, mantenendo invariati il numero di moli dei restanti (n-1) componenti presenti. Viene detta apparente perché rappresenta la proprietà molare della componente selezionata in soluzione, nell'ipotesi che le proprietà delle altre componenti rimangano costanti. Tuttavia questa ipotesi spesso non è giustificata, poiché i valori delle proprietà molari apparenti di un componente possono essere molto diversi dalle sue proprietà molari allo stato puro.
Ad esempio, il volume di una soluzione contenente due componenti (n=2) identificati come solvente e soluto ha la relazione
{\displaystyle V=V_{0}+{}^{\phi }{V}_{1}\ ={\tilde {V}}_{0}n_{0}+{}^{\phi }{\tilde {V}}_{1}n_{1}\,}
dove V0 è il volume del solvente puro prima di aggiungere il soluto e {\displaystyle {\tilde {V}}_{0}} il suo volume molare (a temperature e pressione della soluzione), n0 è il numero di moli del solvente, {\displaystyle {}^{\phi }{\tilde {V}}_{1}\,} è il volume apparente molare del soluto, e infine n1 il numero di moli del soluto nella soluzione. Dividendo questa relazione per la quantità molare di un componente si ottiene una relazione tra la proprietà molare apparente di un componente e il rapporto di miscelazione dei componenti.
Questa equazione definisce {\displaystyle {}^{\phi }{\tilde {V}}_{1}\,}. Il primo termine indica il volume della quantità del solvente senza soluto, e il secondo termine è il cambio di volume per l'aggiunta del soluto. Quindi {\displaystyle {}^{\phi }{\tilde {V}}_{1}\,} indica il volume molare del soluto ipotizzando che il volume molare del solvente resti costante quando si aggiunge il soluto. Tuttavia, questa ipotesi è spesso non realistica, come mostrato negli esempi di seguito, per cui {\displaystyle {}^{\phi }{\tilde {V}}_{1}\,} indica unicamente un valore apparente.
Una quantità molare apparente si definisce in modo simile per il componente solvente {\displaystyle {}^{\phi }{\tilde {V}}_{0}\,}. Alcuni autori hanno riportato volumi molari apparenti di entrambi i componenti (liquidi) della stessa soluzione. Questa definizione si può estendere a miscele di componenti ternari o multicomponenti.
Le quantità apparenti possono esprimersi usando la massa invece del numero di moli. Questa espressione produce quantità apparenti specifiche, come il volume specifico apparente.
{\displaystyle V=V_{0}+{}^{\phi }{V}_{1}\ =v_{0}m_{0}+{}^{\phi }{v}_{1}m_{1}\,}
dove le quantità specifiche sono denotate con lettere piccole.
Le proprietà (molari) apparenti non sono delle costanti (anche a una determinata temperatura), ma sono funzioni della composizione. A diluizione infinita, una proprietà molare apparente e la proprietà molare parziale sono uguali.
Alcune grandezze apparenti molari comuni sono l'entalpia apparente molare, la capacità termica apparente molare, e il volume apparente molare.

## Relazione con la molalità
Il volume apparente (molale) di un soluto può essere espresso in funzione della molalità b del soluto (e delle densità della soluzione e del solvente). Il volume di soluzione per mole di soluto è
{\displaystyle {\frac {1}{\rho }}\left({\frac {1}{b}}+M_{1}\right).}
Sottraendo il volume di solvente puro per mole di soluto si ottiene il volume molale apparente:
{\displaystyle {}^{\phi }{\tilde {V}}_{1}={\frac {1}{b}}\left({\frac {1}{\rho }}-{\frac {1}{\rho _{0}^{0}}}\right)+{\frac {M_{1}}{\rho }}}
Per più soluti l'uguaglianza di cui sopra viene modificata con la massa molare media dei soluti come se fossero un singolo soluto con molalità bT:
{\displaystyle {}^{\phi }{\tilde {V}}_{12..}={\frac {1}{b_{T}}}\left({\frac {1}{\rho }}-{\frac {1}{\rho _{0}^{0}}}\right)+{\frac {M}{\rho }}}, {\displaystyle M=\sum y_{i}M_{i}}

## Relazione al rapporto di miscela
Una relazione tra il molare apparente di un componente in un miscuglio e il rapporto molare miscela può ottenersi dividendo la relazione della definizione
{\displaystyle V=V_{0}+{}^{\phi }{V}_{1}\ ={\tilde {V}}_{0}n_{0}+{}^{\phi }{\tilde {V}}_{1}n_{1}\,}
al numero di moli di un componente. Questo fornisce la seguente relazione:
{\displaystyle {}^{\phi }{\tilde {V}}_{1}={\frac {V}{n_{1}}}-{\tilde {V}}_{0}{\frac {n_{0}}{n_{1}}}={\frac {V}{n_{1}}}-{\tilde {V}}_{0}r_{01}}

## Relazione alla quantità parziale (molare)
Notare le definizioni contrastanti tra quantità molare parziale e quantità molare apparente: nel caso di volumi molari parziali {\displaystyle {\bar {V_{0}}},{\bar {V_{1}}}}, definita da
{\displaystyle {\bar {V_{0}}}={\Big (}{\frac {\partial V}{\partial n_{0}}}{\Big )}_{T,p,n_{1}},{\bar {V_{1}}}={\Big (}{\frac {\partial V}{\partial n_{1}}}{\Big )}_{T,p,n_{0}}},
possiamo scrivere {\displaystyle dV={\bar {V_{0}}}dn_{0}+{\bar {V_{1}}}dn_{1}}, e così {\displaystyle V={\bar {V_{0}}}n_{0}+{\bar {V_{1}}}n_{1}} ha senso. Al contrario, nella definizione di volume molare apparente, il volume molare del solvente puro, {\displaystyle {\tilde {V}}_{0}}, viene usato al posto suo, che può essere scritto come
{\displaystyle {\tilde {V_{0}}}={\Big (}{\frac {\partial V}{\partial n_{0}}}{\Big )}_{T,p,n_{1}=0}},
per confronto. In altre parole, assumiamo che il volume del solvente non cambi, e usiamo il volume molare parziale dove il numero di moli del soluto è esattamente zero ("il volume molare"). Quindi, nell'espressione che definisce il volume molare apparente {\displaystyle {}^{\phi }{\tilde {V}}_{1}},
{\displaystyle V=V_{0}+{}^{\phi }{V}_{1}\ ={\tilde {V}}_{0}n_{0}+{}^{\phi }{\tilde {V}}_{1}n_{1}\,},
il termine {\displaystyle V_{0}} viene attribuito al solvente puro, mentre il volume in eccesso "rimanente", {\displaystyle {}^{\phi }V_{1}}, si considera come parte del soluto. A diluizione alta con {\displaystyle n_{0}\gg n_{1}\approx 0}, abbiamo {\displaystyle {\tilde {V_{0}}}\approx {\bar {V_{0}}}}, e così il volume molare apparente e quello parziale del soluto convergono: {\displaystyle {}^{\phi }{\tilde {V}}_{1}\approx {\bar {V}}_{1}}.
Quantitativamente, la relazione tra proprietà molari parziali e quelle apparenti può essere derivata dalla definizione della quantità apparente e della molalità. Per volume,
{\displaystyle {\bar {V_{1}}}={}^{\phi }{\tilde {V}}_{1}+b{\frac {\partial {}^{\phi }{\tilde {V}}_{1}}{\partial b}}.}

## Relazione tra coefficiente di attività di un elettrolita e il numero sfera di solvatazione
Il rapporto ra tra volume molare apparente di un elettrolita dissolto in una soluzione concentrata e il volume molare del solvente (acqua) può essere collegato alla componente statistica del coefficiente di attività dell'elettrolita e al suo numero h (sfera di solvatazione):
{\displaystyle \ln \gamma _{s}={\frac {h-\nu }{\nu }}\ln(1+{\frac {br_{a}}{55,5}})-{\frac {h}{\nu }}\ln(1-{\frac {br_{a}}{55,5}})+{\frac {br_{a}(r_{a}+h-\nu )}{55,5(1+{\frac {br_{a}}{55,5}})}}},
dove ν è il numero di ioni dovuto alla dissociazione dell'elettrolita.

## Esempi

### Elettroliti
Il volume molare apparente di un sale è solitamente inferiore al volume molare del sale solido. Ad esempio, il sale NaCl solido ha un volume di 27 cm3 per mole, ma il volume molare apparente a basse concentrazioni è solo di 16,6 cm3/mol. Infatti, alcuni elettroliti in acqua hanno volumi molari apparenti negativi: NaOH –6,7, LiOH –6,0, e Na2CO3 –6,7 cm3/mol. Ciò significa che le loro soluzioni in una data quantità di acqua ha un volume inferiore rispetto alla stessa quantità di acqua pura (comunque con differenza piccola). La ragione fisica è che le molecole d'acqua vicine sono fortemente attratte dagli ioni in modo che occupino meno spazio.

### Alcool

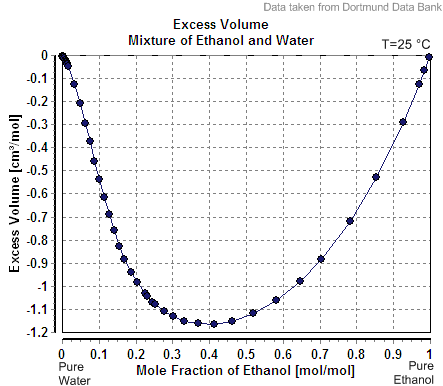
Eccesso di volume di una miscela etanolo-acqua

Un altro esempio in cui il volume molare apparente del secondo componente è minore del suo volume molare come sostanza pura è nel caso dell'etanolo in acqua. Ad esempio, con etanolo del 20% di massa, la soluzione ha un volume di 1,0326 litri per kg a 20 °C, mentre solo acqua pura ha 1,0018 L/kg (1,0018 cm3/g). Il volume apparente dell'etanolo aggiunto è 1,0326 L – 0,8 kg x 1,0018 L/kg = 0,2317 L. Mentre il numero di moli è 0,2 kg / (0,04607 kg/mol) = 4,341 mol, e quindi il volume molare apparente è 0,2317 L / 4,341 mol = 0,0532 L/mol = 53,2 cm3/mol (1,16 cm3/g). Mentre l'etanolo puro ha un volume molare a questa temperatura di 58,4 cm3/mol (1,27 cm3/g).
Se la soluzione fosse ideale, il suo volume dovrebbe essere la somma dei componenti puri o non misti. Il volume dell'etanolo puro con massa 0,2 kg è 0,2 kg x 1,27 L/kg = 0,254 L, e il volume dell'acqua pura con massa 0,8 kg è 0,8 kg x 1,0018 L/kg = 0,80144 L, così il volume della soluzione ideale dovrebbe essere 0,254 L + 0,80144 L = 1,055 L. La non idealità si riflette in un significativo decremento (di circa il 2,2%, 1,0326 piuttosto di 1,055 L/kg) nel volume del sistema combinato della miscela. Quando l'etanolo sale al 100%, il volume molare apparente sale al volume molare dell'etanolo puro.

### Sistemi elettrolita - non-elettrolita
Le quantità apparenti possono evidenziare le interazioni nei sistemi elettroliti-non elettroliti come quelle che si hanno nel salting in e nel salting out, ma fornisce anche informazioni sulle interazioni ione-ione, in particolare della loro dipendenza dalla temperatura.

## Miscele a più componenti o soluzioni
Per soluzioni multicomponente, le proprietà molari apparenti possono essere definite in diversi modi. Per esempio il volume di una soluzione ternaria (3-componenti) con un solvente e due soluti, implica ancora una sola equazione
{\displaystyle (V={\tilde {V}}_{0}n_{0}+{}^{\phi }{\tilde {V}}_{1}n_{1}+{}^{\phi }{\tilde {V}}_{2}n_{2})},
ma non permette di calcolare i due volumi apparenti (ciò contrasta con le proprietà molari parziali, che sono proprietà intensive dei materiali ben definite e quindi definite inequivocabilmente in sistemi multicomponente).
Ad esempio, il volume parziale molare viene definito per ciascun componente i come 
{\displaystyle {\bar {V_{i}}}=(\partial V/\partial n_{i})_{T,p,n_{j\neq i}}}.)
Una descrizione delle soluzioni acquose ternarie considera solo il volume molare apparente medio ponderato dei soluti,
 definendolo come
{\displaystyle {}^{\phi }{\tilde {V}}(n_{1},n_{2})={}^{\phi }{\tilde {V}}_{12}={\frac {V-V_{0}}{n_{1}+n_{2}}}}
dove {\displaystyle V} è il volume della soluzione e {\displaystyle V_{0}} il volume dell'acqua pura.
Un altro metodo consiste nel trattare il sistema ternario come "pseudobinario" e definire il volume molare apparente di ciascun soluto con riferimento a un sistema binario contenente entrambi gli altri componenti: l'acqua e l'altro soluto. I volumi molari apparenti di ciascuno dei due soluti hanno equazioni:
{\displaystyle {}^{\phi }{\tilde {V}}_{1}={\frac {V-V(solvente+soluto\ 2)}{n_{1}}}}
{\displaystyle {}^{\phi }{\tilde {V}}_{2}={\frac {V-V(solvente+soluto\ 1)}{n_{2}}}}
Mentre il volume molare apparente del solvente:
{\displaystyle {}^{\phi }{\tilde {V}}_{0}={\frac {V-V(soluto\ 1+soluto\ 2)}{n_{0}}}}
Tale descrizione non è teoricamente accettabile.
Ci sono situazioni in cui non esiste un modo rigoroso per definire quale sia il solvente e quale sia il soluto come nel caso delle miscele liquide (ad esempio acqua ed etanolo) che possono sciogliere o meno un solido (zucchero o sale). In questi casi si possono e si devono attribuire proprietà molari apparenti a tutti i componenti della miscela.